# ریتای دوست‌داشتنی
ریتای دوست‌داشتنی (انگلیسی: Lovely Rita) یک فیلم در ژانر درام و کمدی به کارگردانی جسیکا هاسنر است که در سال ۲۰۰۱ منتشر شد. این فیلم در بخش نوعی نگاه جشنواره فیلم کن ۲۰۰۱ به نمایش گذاشته‌شد.